# Wilhelm Schäfer (Paläontologe)
Armin Friedrich Wilhelm Schäfer (* 18. März 1912 in Crumstadt; † 27. Juli 1981 in Frankfurt am Main) war ein deutscher Zoologe und Paläontologe.

## Leben
Schäfer war der Sohn eines Pfarrers und wuchs in Oppenheim am Rhein auf und besuchte von 1927 bis 1931 das Realgymnasium in Mainz. Schäfer studierte Zoologie, Botanik, Geographie und Zeichnen in Gießen mit dem Ziel, Lehrer zu werden. Während seines Studiums wurde er 1931 Mitglied der Burschenschaft Germania Gießen. 1937 wurde er bei W. J. Schmidt in Gießen in Zoologie promoviert (Bau, Entwicklung und Farbentstehung bei den Flitterzellen von Sepia officinalis). Ein weiterer Lehrer war der Zoologe Wulf Emmo Ankel, der ihm ein Volontariat am Senckenberg-Museum vermittelte. Als der bisherige Leiter des 1928 von Rudolf Richter gegründeten Senckenberg am Meer in Wilhelmshaven Walter Häntzschel nach Dresden wechselte, betraute ihn  Richter 1938 mit der Leitung, die er bis 1960 innehatte. Dort wurde paläontologische Forschung an rezenten Habitaten (Aktuo-Paläontologie) betrieben. Im Zweiten Weltkrieg war er Soldat, wurde an der Ostfront mehrfach verwundet und beendete den Krieg in amerikanischer Kriegsgefangenschaft. Ab 1947 machte er sich an den Wiederaufbau von Senckenberg am Meer mit dem Kapitänleutnant Konrad Lüders. Die Mittel musste er zunächst selbst aufbringen, regelmäßige Mittel der Senckenberg-Stiftung erhielt er erst wieder ab 1954 und einen Assistenten (Hans-Erich Reineck). 1954 habilitierte sich in Frankfurt mit einem Thema aus der Funktions-Morphologie (Form und Funktion der Brachyurenschere) und von 1955 bis 1961 war er außerplanmäßiger Professor am Zoologischen Institut in Frankfurt. Von 1961 bis 1978 war Schäfer Leiter des Senckenberg-Museums. Er gestaltete das Senckenberg-Museum in seiner Zeit als Direktor um mit einer zeitgemäßeren Präsentation unter Einbeziehung künstlerischer Elemente, wie des architektonischen Umbaus des Lichthofs und der Konzentration auf wenige Exponate. Er widmete sich der Ökologie und dehnte die weltweite Aktivität der Senckenberggesellschaft aus. 1978 trat er aus Gesundheitsgründen von der Leitung zurück.
1979 wurde er Ehrenmitglied der Paläontologischen Gesellschaft. Er erhielt 1967 die Goetheplakette der Stadt Frankfurt am Main, die Cretzschmar-Medaille und 1977 das Große Bundesverdienstkreuz.
Er war seit 1939 mit der promovierten Zoologin Elisabeth Götze verheiratet, mit der er vier Kinder hatte.

## Schriften
- Aktuo-Paläontologie nach Studien in der Nordsee, W. Kramer, Frankfurt am Main 1962 (englische Übersetzung: Ecology and palaeoecology of marine environments, Oliver and Boyd 1972)
- Fossilien. Bilder und Gedanken zur paläontologischen Wissenschaft. Verlag Waldemar und Kramer, Frankfurt 1980.
- Geschichte des Senckenberg-Museums im Grundriß, W. Kramer, Frankfurt am Main 1967